# Qatar Ladies Open 2007
Qatar Ladies Open 2007, відомий як Qatar Total Open 2007, за назвою спонсора, — жіночий тенісний турнір, що проходив на відкритих кортах з твердим покриттям Khalifa International Tennis and Squash Complex у Досі (Катар). Це був 7-й за ліком Qatar Ladies Open. Належав до турнірів 2-ї категорії в рамках Туру WTA 2007. Тривав з 26 лютого до 4 березня 2007 року.

## Переможниці та фіналістки

### Одиночний розряд
Жустін Енен —  Світлана Кузнецова, 6–4, 6–2

### Парний розряд
Мартіна Хінгіс /  Марія Кириленко —  Агнеш Савай /  Владіміра Угліржова, 6–1, 6–1